# Jezioro Olszanowskie
Jezioro Olszanowskie – leśne jezioro wytopiskowe położone na północnym skraju Pojezierza Północnokrajeńskiego, na obszarze gminy Rzeczenica, o ogólnej powierzchni 56,91 ha. Jezioro jest położone w pobliżu rynny polodowcowej tzw. zespołu jezior Szczycieńskich.

## Położenie i opis
Jezioro położone jest w środkowej części powiatu człuchowskiego, na terenie Pojezierza Północnokrajeńskiego. Akwen otoczony jest w całości lasami. Bezpośrednio nad jeziorem nie znajdują się żadne miejscowości, natomiast kilkaset metrów na północ znajduje niewielka wieś Olszanowo. Zbiornik nie ma dopływu ani odpływu wód powierzchniowych. Jest to akwen niewielki, ale stosunkowo głęboki. W środkowej części znajduje się wyraźne przewężenie dzielące zbiornik na dwa plosa. Zlewnia jeziora jest niewielka i zupełnie pozbawiona zabudowy rekreacyjnej.